# Сент-Анн (Манітоба)
Сент-Анн (англ. Ste. Anne) — містечко в Канаді, у провінції Манітоба, центр однойменного сільського муніципалітету.

## Населення
За даними перепису 2016 року, містечко нараховувало 2114 осіб, показавши зростання на 30,0%, порівняно з 2011-м роком. Середня густина населення становила 499,4 осіб/км².
З офіційних мов обидвома одночасно володіли 840 жителів, тільки англійською — 1 165, тільки французькою — 30, а 10 — жодною з них. Усього 115 осіб вважали рідною мовою не одну з офіційних, з них 5 — одну з корінних мов, а 10 — українську.
Працездатне населення становило 66,7% усього населення, рівень безробіття — 6,1% (4,9% серед чоловіків та 7,3% серед жінок). 91,4% осіб були найманими працівниками, а 7,1% — самозайнятими.
Середній дохід на особу становив $43 490 (медіана $35 413), при цьому для чоловіків — $52 872, а для жінок $34 846 (медіани — $44 117 та $27 861 відповідно).
32,3% мешканців мали закінчену шкільну освіту, не мали закінченої шкільної освіти — 20,9%, 46,8% мали післяшкільну освіту, з яких 23,7% мали диплом бакалавра, або вищий.
| Статево-вікова структура населення | Статево-вікова структура населення | Статево-вікова структура населення | Статево-вікова структура населення | Статево-вікова структура населення |
| ---------------------------------- | ---------------------------------- | ---------------------------------- | ---------------------------------- | ---------------------------------- |
|                                    |                                    |                                    |                                    |                                    |
| Всього                             | Всього                             | 48,5%51,5%                         |                                    |                                    |
| 0 — 14 років                       | 0 — 14 років                       |                                    | 22,9%                              | 22,9%                              |
| 15 — 64 років                      | 15 — 64 років                      |                                    | 59,4%                              | 59,4%                              |
| 65 і більше                        | 65 і більше                        |                                    | 17,7%                              | 17,7%                              |
| 85 і більше                        | 85 і більше                        |                                    | 5,2%                               | 5,2%                               |
| 100 і більше                       | 100 і більше                       |                                    | 0,5%                               | 0,5%                               |
| Середній вік (років)               | Середній вік (років)               | 36,740,3                           | 38,5                               | 38,5                               |
| Медіана (років)                    | Медіана (років)                    | 33,336,3                           | 35,1                               | 35,1                               |
| — чоловіки — жінки                 |                                    |                                    |                                    |                                    |

| Походження мешканців:     | Походження мешканців:     | Походження мешканців: | Походження мешканців: | Походження мешканців: |
| ------------------------- | ------------------------- | --------------------- | --------------------- | --------------------- |
| Походження                |                           |                       | осіб                  | %                     |
| Корінні американці        | Корінні американці        |                       | 480                   | 23.82%                |
| Інше північноамериканське | Інше північноамериканське |                       | 880                   | 43.67%                |
| Європейське               | Європейське               |                       | 1 655                 | 82.13%                |
| британське                | британське                |                       | 785                   | 38.96%                |
| французьке                | французьке                |                       | 865                   | 42.93%                |
| українське                | українське                |                       | 240                   | 11.91%                |
| Карибське                 | Карибське                 |                       | 30                    | 1.49%                 |
| Африканське               | Африканське               |                       | 25                    | 1.24%                 |
| Азійське                  | Азійське                  |                       | 35                    | 1.74%                 |

| Зайнятість населення за галузями (за класифікацією NOC): | Зайнятість населення за галузями (за класифікацією NOC): | Зайнятість населення за галузями (за класифікацією NOC): | Зайнятість населення за галузями (за класифікацією NOC): | Зайнятість населення за галузями (за класифікацією NOC): |
| -------------------------------------------------------- | -------------------------------------------------------- | -------------------------------------------------------- | -------------------------------------------------------- | -------------------------------------------------------- |
|                                                          |                                                          |                                                          |                                                          |                                                          |
| Управління                                               | Управління                                               |                                                          | 8,7%                                                     | 8,7%                                                     |
| Бізнес, фінанси та адміністрування                       | Бізнес, фінанси та адміністрування                       |                                                          | 12,3%                                                    | 12,3%                                                    |
| Природничі та прикладні науки                            | Природничі та прикладні науки                            |                                                          | 4,6%                                                     | 4,6%                                                     |
| Охорона здоров'я                                         | Охорона здоров'я                                         |                                                          | 7,7%                                                     | 7,7%                                                     |
| Освіта, правозахист, муніципальні та урядові служби      | Освіта, правозахист, муніципальні та урядові служби      |                                                          | 16,9%                                                    | 16,9%                                                    |
| Роздрібна торгівля та послуги                            | Роздрібна торгівля та послуги                            |                                                          | 19%                                                      | 19%                                                      |
| Гуртова торгівля, транспорт та обладнання                | Гуртова торгівля, транспорт та обладнання                |                                                          | 24,1%                                                    | 24,1%                                                    |
| Природні ресурси, сільське господарство                  | Природні ресурси, сільське господарство                  |                                                          | 3,1%                                                     | 3,1%                                                     |
| Виробництво                                              | Виробництво                                              |                                                          | 3,1%                                                     | 3,1%                                                     |

## Клімат
Середня річна температура становить 2,6°C, середня максимальна – 23,9°C, а середня мінімальна – -24,9°C. Середня річна кількість опадів – 596 мм.
| Клімат поселення                              | Клімат поселення | Клімат поселення | Клімат поселення | Клімат поселення | Клімат поселення | Клімат поселення | Клімат поселення | Клімат поселення | Клімат поселення | Клімат поселення | Клімат поселення | Клімат поселення | Клімат поселення |
| Показник                                      | Січ.             | Лют.             | Бер.             | Квіт.            | Трав.            | Черв.            | Лип.             | Серп.            | Вер.             | Жовт.            | Лист.            | Груд.            |                  |
| Середній максимум, °C                         | −11,71           | −7,4             | −0,04            | 10,18            | 18,60            | 23,60            | 23,85            | 22,80            | 17,34            | 10,20            | −0,1             | −9,7             |                  |
| Середня температура, °C                       | −18,3            | −13,96           | −6,62            | 3,60             | 12,04            | 17,04            | 19,27            | 18,20            | 12,79            | 5,60             | −4,7             | −14,3            |                  |
| Середній мінімум, °C                          | −24,86           | −20,54           | −13,21           | −2,96            | 5,46             | 10,46            | 14,69            | 13,65            | 8,21             | 1,05             | −9,28            | −18,82           |                  |
| Норма опадів, мм                              | 26               | 16               | 24               | 30               | 69               | 101              | 94               | 75               | 60               | 44               | 30               | 27               |                  |
| Середньомісячна швидкість вітру, м/с          | 3.89             | 3.80             | 4.00             | 4.17             | 4.20             | 3.80             | 3.40             | 3.60             | 4.00             | 4.24             | 4.20             | 3.90             |                  |
| Середньомісячна сонячна радіація, кДж/м²·день | 4354             | 7689             | 12490            | 17152            | 19894            | 20953            | 21549            | 18312            | 12606            | 7481             | 4231             | 3198             |                  |
| --------------------------------------------- | ---------------- | ---------------- | ---------------- | ---------------- | ---------------- | ---------------- | ---------------- | ---------------- | ---------------- | ---------------- | ---------------- | ---------------- | ---------------- |
| Джерело:                                      |                  |                  |                  |                  |                  |                  |                  |                  |                  |                  |                  |                  |                  |